# Hypochrysops kaystrus
Hypochrysops kaystrus är en fjärilsart som beskrevs av Hans Fruhstorfer 1908. Hypochrysops kaystrus ingår i släktet Hypochrysops och familjen juvelvingar. Inga underarter finns listade i Catalogue of Life.